# Josef Svoboda
Josef Svoboda (10 de maig de 1920 - 8 d'abril de 2002) fou un artista Txec artista i dissenyador escènic.

## Educació
Svoboda Va néixer en Čáslav, Txecoslovàquia (avui la República Txeca). Va començar la seva formació com un arquitecte a l'Escola Central d'Albergar dins Praga. Al final de Segona Guerra Mundial, va esdevenir interessat dins teatre i disseny. Va començar per estudiar escenografia a la Praga Conservatory i arquitectura a l'Acadèmia de va Aplicar Arts.

## Carrera
Svoboda va començar la seva carrera com a escenògraf a Praga el 1943. La influència de la traducció pictòrica del segle xix i el constructivisme rus el portaran a preferir l'ús de formes, volums arquitectònics, moviments i efectes de la fototècnica.
Svoboda esdevingué el dissenyador principal al Czech Teatre Nacional al 1948 i va aguantar en la posició per més de 30 anys. Les seves instal·lacions multimèdia Laterna Magika i Polyekran, es va adonar de juntament amb director Alfréd Radok i el seu germà Emil en l'ocasió de l'Expo 58 dins Brussel·les, li va permetre per ser internacionalment conegut. Aquestes produccions van introduir la combinació d'actors vius i va filmar projeccions. Svoboda És també responsable per introduir materials i tecnologies modernes com plàstics, hidràulica i làsers als seus dissenys. Dins 1967, Svoboda va crear un dels seus efectes especials més sabuts, un pilar tridimensional de lleuger. Això va ser creat per l'ús d'una mescla d'aerosol que va revelar baix-voltatge luminaries.
Josef Svoboda es considerava un escenògraf més que un dissenyador. El seu 700-més els dissenys inclouen Comèdia d'Insecte (Czech Teatre Nacional, 1946); Rusalka (Teatro La Fenice, Venècia, 1958); Carmen (Òpera Metropolitana, Ciutat de Nova York, 1972); El Firebird (Teatre danès Reial, Copenhaguen, 1972); jo Vespri Siliciani (Òpera Metropolitana, 1974); Jerseis (Kennedy Centre, 1974), molts d'ells adonat de juntament amb el director d'òpera Václav Kašlík.
Va deixar el Teatre Nacional Txec al 1992. Any més tard, esdevingué director artístic del Laterna Magika Teatre.

## Premis
Els honors i premis d'Svoboda inclouen doctorats de la Universitat Reial d'Arts dins Londres, Denison i universitats de Michigan Occidental en els Estats Units, i premis de l'Institut dels Estats Units per Tecnologia de Teatre (USITT). Va ser fet Chevalier dans l'Ordre des Arts et des Lettres dins París dins 1976, i va rebre la Legió francesa d'Honor dins 1993.
Josef Svoboda va morir a Praga, on va ser enterrat el 15 d'abril de 2002.